# Vincent Novello

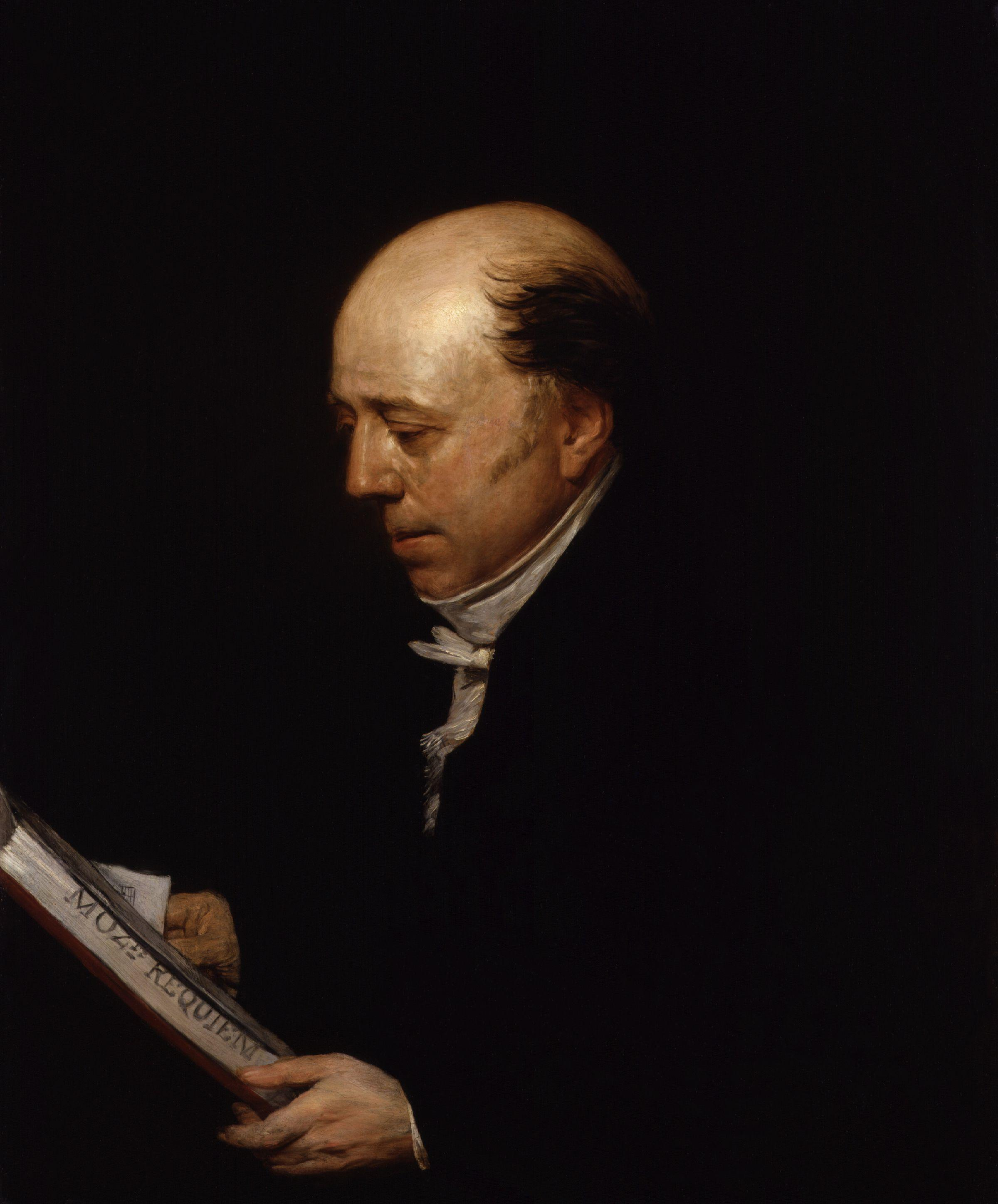
Vicente Novello, em 1830,

Vicente Novello (Londres, 6 de setembro de 1781 - Nice, 9 de agosto de 1861) foi um músico inglês. Foi um importante organista, compositor e editor, sendo mais conhecido por trazer para Inglaterra muitas obras agora consideradas importantes padrões, e com seu filho, criou uma grande casa editorial.

## Biografia
Era filho de um italiano, Giuseppe Novello (1744-1808), que se casou com uma inglesa, Joan Wins. Foi baptizado com o nome de Vincenzo na Capela da Embaixada de Nápoles, onde trabalhava o seu pai.
Integrado desde muito cedo na comunidade católica londrina, em criança, Novello foi corista na Capela da Embaixada da Sardenha na Rua Duque, Lincoln's Inn Fields, onde aprendeu órgão com Samuel Webbe; a partir de 1796 a 1822, tornou-se organista de sucessão das capelas das embaixadas da Sardenha, Espanha (em Manchester Square) e Portugal (na South Street, Grosvenor Square), e a partir de 1840-43 na Capela de Saint Mary Moorfields. Ele ensinou música em aulas particulares ao longo de sua carreira. Um dos seus mais notáveis alunos foi o musicólogo e crítico de música Eduardo Holmes. Ele foi um membro original da Sociedade Filarmônica, da Clássica Harmonistas e do Coro Harmonistas, sendo frequentemente maestro. Em 1849, foi viver para Nice, onde morreu.

## Legado
Muitas de suas composições foram de música sacra, que era muito popular. Sua grande contribuição, no entanto, juntamente com Christian Inácio Latrobe, consiste na introdução em Inglaterra de composições desconhecidas de grandes mestres, tais como as Missas de Haydn e Mozart, as obras de Palestrina, os tesouros do Museu Fitzwilliam, e outras inumeráveis, agora bem conhecidaa grandes composições. Seu primeiro trabalho, uma colecção de Música Sacra, executada na Capela Real portuguesa, que apareceu em 1811, tem o interesse de datar a fundação da editora Novello & Co., que leva o seu nome, que editou a colecção a partir de sua própria casa; e ele fez o mesmo com o sucesso de obras, até que seu filho Joseph Alfred Novello (1810-1896), que tinha começado como um cantor baixo, tornou-se um editor regular de música, em 1829.
Foi este último quem realmente criou o negócio, e é creditado como o introdutor de música de baixo custo e o criador do método de publicação por assinatura. A partir de 1841 Henry Littleton ajudou-o, tornando-se sócio em 1861, quando a empresa tornou-se Novello & Co., e, por J. A. Novello de aposentadoria em 1866, o único titular. Tendo incorporado a empresa de Ewer & Co. em 1867, o título foi alterado para Novello, Ewer & Co., e, ainda mais tarde, de volta para Novello & Co., e, por Henry Littleton, morto em 1888, os seus dois filhos continuaram o negócio.

## Família
Novello e sua esposa, Maria Sabilla (nascida Hehl), tiveram vários filhos. Quatro de suas filhas (das quais a mais velha, Mary Victoria (1809-1898) que se casou com Charles Cowden Clarke) eram talentosas cantoras; mas a mais famosa foi Clara Novello (1818-1908), cuja voz de soprano fez dela um das maiores cantoras de ópera, bem como no oratório, e no palco, a partir de 1833 em diante. Em 1843, casou-se com Contagem de Gigliucci, mas depois de alguns anos voltou para sua profissão, aposentando-se em 1860. Charles Lamb escreveu um poema (Para Clara N.) em seu louvor. Cinco das filhas de Vincent Novello sobreviveram até a idade adulta; a sua filha Cecília casou-se com Thomas James Serle, um dramaturgo, ator, escritor e editor de um jornal semanal de Londres.

## Obras
- A Collection of Sacred Music (1811);
- Twelve Easy Masses for Small Choirs (1816);
- A Collection of Motetts for the Offertory and other Pieces (1818).